# Silene ispartensis
Silene ispartensis är en nejlikväxtart som beskrevs av Ghazanfar. Silene ispartensis ingår i släktet glimmar, och familjen nejlikväxter. Inga underarter finns listade i Catalogue of Life.